# Wajir
Wajir – miasto w Kenii, stolica hrabstwa Wajir, położone w północno-wschodniej części kraju. Liczy 90,1 tys. mieszkańców (2019). Znajduje się tutaj międzynarodowy port lotniczy Wajir. 